# تفجير الفحيص 2018
هجوم الفحيص أو ما يعرف باسم تفجيرات الفحيص هو هجوم مسلح حدث في يوم 9 أغسطس 2018، عندما قام شخص يُعتقد بأنه مرتبط بتنظيم الدولة الإسلامية  بزرع عبوة ناسفة بدائية الصنع في المكان المخصص لإصطفاف دورية مشتركة بين قوات الدرك والأمن العام الأردني في محيط موقع مهرجان الفحيص في بلدة الفحيص التابعة لمحافظة البلقاء غرب العاصمة الأردنية عمان، حيث كانت الدورية في طريقها للقيام بواجبها الاعتيادي كنقطة غلق في الطوق الخارجي لموقع المهرجان.
إنفجرت العبوة في تمام الساعة ال 7:15 مساءا من اليوم نفسه وأدى انفجارها إلى إستشهاد أحد مرتبات قوات الدرك في الحال وإصابة ستة من أفراد الدورية (أربعة من قوات الدرك واثنين من قوة الأمن العام)، إستشهد أحدهم لاحقا في المستشفى متأثرا بإصابته.
قيل في البداية أن سبب الانفجار هو انفجار قنبلة من قنابل الغاز المسيل للدموع التي يحملها الدرك معهم لفض المشاجرات، ثم قيل أن السبب عطل فني في المركبة أدى إلى انفجارها، إلى أن أصدرت وزارة الداخلية الأردنية بياناً أكدت فيه أن سبب الانفجار هو عبوة ناسفة تم تفجيرها عن بعد.

## تفاصيل الهجوم
قامت دائرة المخابرات الأردنية بإعداد برنامج تسجيلي عرض على التلفزيون الرسمي، كشفت فيه عن الأحداث والوقائع التي سبقت عملية التفجير في منطقة الفحيص، وما تبعه من مداهمة أمنية واسعة في مدينة السلط (غرب العاصمة)، كانت حصيلتها النهائية مقتل 6 من منتسبي الأجهزة الأمنية الأردنية المختلفة في العمليتين.
وقد ظهر في التسجيل 4 أشخاص قامت الأجهزة الأمنية باعتقالهم وهم مرتبطين بما يسمى «خلية الفحيص» وجميعهم حاصلون على درجات علمية مختلفة، وقد أعترف أعضاء الخلية بالتسجيل عن كيفية تخطيطهم لعملية الفحيص، وتخطيطهم أيضا لإستهداف مواقع في مدن الزرقاء والسلط والفحيص، من خلال تصنيع 55 كيلوغرام من المتفجرات.
ظهر أيضا في التسجيل أعتراف أحد أعضاء «خلية الفحيص» وإسمه محمود الحياري عن تعاطي الحشيش برفقه زملاءه من أعضاء الخلية، الذين كان بعضهم على معرفة سابقة ببعضهم البعض منذ أيام الدراسة الثانوية.
أما أمير الخلية وإسمه أحمد النسور فقد دعى أعضاء المجموعة إلى التعمق في فكر تنظيم الدولة الإسلامية ومتابعة تسجيلات ومقاطع الفيديو التي يصدرونها، وإتفق أعضاء الخلية فيما بينهم على تكفير الأجهزة الأمنية الأردنية والنظام الحاكم، وعلى تنفيذ عمليات تفجير بأعتبارها وسيلة فعالة، وكانوا يسترشدون بخطابات المتحدث الرسمي باسم الدولة الإسلامية محمد العدناني.
قام أعضاء الخلية بالتدريب على استخدام الإسلحة والمتفجرات، وقاموا بشراء العديد من الأسلحة الأوتوماتيكية ومراقبة مواقع دوريات الشرطة الثابتة في الميدان، وأجروا تجارب على قنابل بتفجيرها عن بعد من خلال استخدام طائرة صغيرة مصنعة يدويا، وأجريت تجارب لتفجير عبوات ناسفة في منطقة الميسة بمدينة السلط، وكان أول الأهداف التي خططوا لتفجيرها هو مبنى المخابرات العامة في مدينة السلط ومبنى المحافظة.
وتخلل التسجيل عرضا للأسلحة والذخائر التي تم ضبطها في العملية التي انتهت في 12 أغسطس/آب الماضي  بتفجير المبنى الذي تحصن به أعضاء الخلية، والواقع في منطقة  نقب الدبور في مدينة السلط بعد مداهمة أمنية واسعة، وتم لاحقا هدم المبنى بعد أن أصبح يشكل خطرا على سكان المناطق المجاورة نتيجة تعرضه لتصدعات وتشققات بسبب إطلاق النار المتبادل.

## نتائج الحادث
نتج عن هذا الهجوم مقتل ثلاثة أشخاص من أعضاء الخلية واعتقال أربعة آخرين. ومقتل ستة أفراد من مرتبات الأمن العام والدرك. أعلنت دائرة المخابرات الأردنية والتلفزيون الرسمي أسماء أعضاء الخلية وهم كما يلي:
1. أحمد هاشم رضوان النسور (أمير الخلية) - قتل خلال المداهمة الأمنية.
2. ضياء محمد عبد الله الفواعير - قتل خلال المداهمة الأمنية.
3. أحمد محمد أحمد عودة - قتل خلال المداهمة الأمنية.
4. محمود نايف موسى الحياري (معتقل).
5. محمود هاشم رضوان النسور (معتقل).
6. منذر محمد نمور القاضي (معتقل).
7. أنس أنور عادل صالح (معتقل).
الضحايا من أفراد الأمن وقوات الدرك: أعلن التلفزيون الرسمي أسماء القتلى في العمليتين (الفحيص والسلط) وهم كما يلي :
1. المقدم الركن معاذ الحويطات.
2. الوكيل علي عدنان قوقزة.
3. العريف أحمد إدريس أحمد الزعبي.
4. العريف هشام عبد الرحمن ضيف الله العقاربة.
5. العريف محمد خالد الهياجنة.
6. جندي أول محمد أحمد العزام.
وقد شارك الآلاف من المواطنين في مختلف مناطق المملكة بتشيع الجثامين وسط أجواء حزينة عمت مختلف أرجاء البلاد، وحضر مراسم التشييع والعزاء كبار المسؤولين في الأردن، وعلى رأسهم الملك عبد الله الثاني  وولي العهد الأمير الحسين بن عبدالله ورئيس الديوان الملكي الهاشمي ومستشار الملك ومدير مكتبه ورئيس هيئة الأركان المشتركة وعدد من كبار ضباط وأفراد جهاز الأمن العام والقوات المسلحة وقوات الدرك والمخابرات ، وقدموا واجب العزاء لإهالي وأسر الشهداء في مختلف مناطق المملكة، وأعلن الديوان الملكي في الأردن عن تنكيس علم السارية على المدخل الرئيسي للديوان ثلاثة أيام حدادا على أرواح الضحايا.

## ردود الفعل والإدانات المحلية والدولية
المحلية
- الأردن : أعرب الملك عبدالله الثاني عن تعازيه للأسرة الأردنية الواحدة بشهداء الواجب، وقال: «نعزي أنفسنا وأسر الشهداء وكل أبناء شعبنا، ونسأل الله العلي القدير أن يمن على المصابين بالشفاء العاجل». وقال الملك عبد الله الثاني أن «هذا العمل الإرهابي الجبان، وأي عمل يستهدف أمن الأردن لن يزيدنا إلا وحدة وقوة وإصراراً على القضاء على الإرهاب وعصاباته الإجرامية، وأن الأردن سيبقى عصياً منيعاً على الإرهاب والإرهابيين بتماسك الأردنيين ويقظة نشامى القوات المسلحة والأجهزة الأمنية».
- ولي العهد الأمير الحسين بن عبدالله علق على الحادث قائلا «يد الإرهاب الجبان لن تمس من عزائم أردننا ولن تحني جباه جنوده الشامخة المجد لشهدائنا الذين لم تنقطع تضحياتهم، والعز والفخر للوطن وأهله، مع جلالة سيدنا خلال اجتماع مجلس السياسات الوطني اليوم».
- أعلن الديوان الملكي الهاشمي عن تنكيس علم السارية على المدخل الرئيس للديوان الملكي حداداً على أرواح شهداء الواجب الذين قضوا جراء العمل الإرهابي الجبان.
- رئيس مجلس النواب عاطف الطراونة قال أن «يد الغدر والإرهاب لن تنال من وطننا وسيبقى الأردن عصياً بقيادته وجيشه وأجهزته الأمنية وبشعبه بوجه الإرهاب الأسود وزمرته الجبانة»

الدولية 
- جامعة الدول العربية: أدانت جامعة الدول العربية الجريمة الإرهابية التي استهدفت دورية مشتركة لقوات الدرك والأمن العام في الفحيص، والتي أدت إلى استشهاد مجموعة من أفراد الأمن وإصابة آخرين، وإستنكر الأمين العام أحمد أبوالغيط في بيان، هذا العمل الإرهابي باعتباره يستهدف أمن وإستقرار الأردن، معرباً عن تعازيه لأسرة شهداء الواجب، وتمنياته بالشفاء العاجل للمصابين. وأكد أبو الغيط، تضامن الجامعة العربية الكامل مع الأردن حكومة وشعباً، ودعمها لكافة الإجراءات التي تتخذها الحكومة للتصدي لمثل هذه العمليات الإرهابية.
- الولايات المتحدة : نددت الولايات المتحدة بـ «الأعمال الإرهابية» التي شهدها الأردن مؤكدة وقوفها إلى جانب المملكة. وقالت السفارة الأمريكية في بيان إنها «تدين بشدة الهجوم على أفراد الأمن في الفحيص يوم 10 أغسطس والأعمال الإرهابية التي تلت ذلك في السلط يوم 11 أغسطس».
- فرنسا: أعربت فرنسا عن إدانتها للهجمات الإرهابية التي إستهدفت الأجهزة الأمنية في مدينتي السلط والفحيص، وعبرت في بيان صادر عن وزارة الخارجية عن خالص تعازيها وتضامنها مع السلطات الأردنية وأسر الضحايا، مؤكدة وقوفها بحزم إلى جانب الأردن في مكافحة الإرهاب.
- الإمارات العربية المتحدة: أدانت دولة الإمارات العربية المتحدة بشدة التفجير، وأكدت وزارة الخارجية والتعاون الدولي في بيان لها، وقوف الإمارات إلى جانب المملكة الأردنية الهاشمية الشقيقة في مواجهة كل ما يطال أمنها واستقرارها وفي الإجراءات التي تتخذها ضد التطرف والعنف والإرهاب.
- السعودية: أعرب سفير المملكة العربية السعودية لدى الأردن الأمير خالد بن فيصل بن تركي، عن خالص التعازي للقيادة الهاشمية وللحكومة والشعب الأردني، ولذوي الضحايا الذين ارتقوا نتيجة العمل الإرهابي الآثم في منطقة الفحيص، وما تبعه من أحداث في مدينة السلط، وأكد وقوف المملكة العربية السعودية قيادةً وحكومةً وشعباً، مع قيادة وحكومة وشعب الأردن في مواجهة الإرهاب، متمنياً الشفاء العاجل للمصابين.
- فلسطين: عبّرالمجلس الوطني الفلسطيني في تصريح صحافي صدرعن رئيسه سليم الزعنون، عن تضامنه ووقوفه مع الشعب الأردني الشقيق وقيادته في حربها ضد من يحاولون النيل من أمن وإستقرار الأردن، لأن أمن الأردن وإستقراره من أمن فلسطين وإستقرارها.
- الكويت: أدانت الكويت التفجير، وأعربت عن وقوفها إلى جانب الأردن في كل ما تتخذه من إجراءات للحفاظ على أمنه وإستقراره، بحسب تصريحات مصدر مسؤول في وزارة الخارجية، نقلتها الوكالة الرسمية.
- البحرين: أدانت التفجير الإرهابي، وأكد بيان لوزارة خارجيتها وقوف البلاد مع الأردن في جهود مكافحة العنف والإرهاب، مجددة موقفها الذي ينبذ بشدة أشكال العنف والتطرف مهما كانت دوافعه ومسبباته
- مصر: أدانت الخارجية المصرية في بيان لها الهجوم الإرهابي، مؤكدة وقوف مصر مع شعب وحكومة المملكة الأردنية في مواجهة الإرهاب.